# Župna crkva Bezgrešnog začeća Blažene Djevice Marije u Soblincu
Župna crkva Bezgrešnog začeća Blažene Djevice Marije katolička je crkva koja se nalazi u gradskoj četvrti Sesvete u zagrebačkom naselju Soblinec. Građena je od 2000. do 2006. godine, a njeno je uređivanje i opremanje trajalo još nekoliko godina nakon izgradnje. U svibnju 2016. godine, posvetio ju je zagrebački nadbiskup kardinal Josip Bozanić. U potresu koji je pogodio Zagreb 22. ožujka 2020. godine na crkvi su nastala manja oštećenja.

## Galerija
- Pogled na crkvu, bočno pročelje
- Skulptura Majke Božje Bistričke ispred ulaza u crkvu
- Unutrašnjost crkve
- Postaje križnog puta koje se nalaze ispred crkve
- Informacije o crkvi na ploči postaljenoj na fasadi pored ulaza